# Tear Away
Tear Away è il terzo ed ultimo singolo estratto dall'album Sinner del gruppo musicale alternative metal Drowning Pool.
Nel video si può notare il gruppo eseguire il pezzo in una stanza piena di specchi che ne riflettono ripetutamente l'immagine. È l'ultimo video in cui compare il cantante della band Dave Williams, scomparso nell'estate del 2002.
La traccia B-side The Game è stata, per un certo periodo di tempo, la musica d'entrata del wrestler Triple H.

## Tracce
1. Tear Away – 4:16
2. The Game – 3:32
3. Break You – 2:48
4. Tear Away (video musicale) – 4:18

## Formazione
- Dave Williams - voce
- C.J. Pierce (chitarra)
- Stevie Benton (basso)
- Mike Luce (batteria)